# 张献龙
张献龙(1963年3月-)，男，汉族，河南驻马店上蔡县人。植物生物工程专家，华中农业大学教授、博导，主要从事棉花生物技术与育种研究，中国工程院院士。

## 简历
1980年毕业于上蔡高中（今上蔡一高）；1984年毕业于华中农学院作物遗传育种专业；1987年取得华中农业大学作物遗传育种硕士学位；1990年取得华中农业大学作物遗传育种博士学位。
2002年6月，任华中农业大学植物科技学院院长；
2008年3月至2018年8月，任华中农业大学副校长。
2023年当选中国工程院农业学部院士。

## 头衔
- 中国农学会棉花分会副理事长
- 作物遗传改良国家重点实验室副主任

## 荣誉
- 2019年何梁何利科学与进步奖
- 2017年全国创新争先奖
- 2013年国家科技进步奖二等奖（棉花种质创新及强优势杂交棉新品种选育与应用）